# Швенденер, Симон
Симон Швенденер (нем. Simon Schwendener; 10 февраля 1829, Букс, кантон Санкт-Галлен, Швейцария — 27 мая 1919, Берлин) — швейцарский ботаник.
Иностранный член Парижской академии наук (1912; корреспондент с 1900), Лондонского королевского общества (1913).

## Биография
Симон Швенденер родился в крестьянской семье, изучал естественные науки и математику в Цюрихе (где и получил в 1856 степень доктора философских наук) и Женеве.
Был учителем, с 1857 года ассистентом профессора Негели в Мюнхене, в 1860 году приват-доцентом в том же университете, с 1867 года ординарным профессором и директором ботанического сада в Базеле, в 1877 перешёл на ту же должность в Тюбинген, а с 1878 года состоял ординарным профессором ботаники и директором основанного им 2-го (анатомо-физиологического) ботанического института в Берлине.
Швенденер, талантливейшей ученик Негели, не столько собирал новые факты, сколько объяснял на основании точных наук уже известные. В умении превосходно объяснить, осветить и обобщить тёмные и разрозненные факты Швенденер не имеет среди ботаников себе равного.
Им было доказано, что тело лишайников — есть результат симбиоза водорослей и грибов, объяснение, на котором основывается современная лихенология.
В его классическом труде «Das mechanische Prinzip im anatomischen Bau der Monocotyledonen» показано, что у однодольных существует особая механическая ткань, служащая этим растениям скелетом и расположенная в их органах так, чтобы придать им наибольшую крепость.
Это исследование положило начало физиологической анатомии растений, изложенной его учеником Г. Хаберландтом, объясняющей расположение и форму тканей растений их физиологическими функциями. В своей «Механической теории строения листьев» расположение листьев Швенденер объясняет также механически.
Швенденер создал школу ботаников (Габерландт, Фолькенс, М. О. Рейнгард, Вилле и др.), задача которых — объяснять факты морфологии и анатомии растений механически и физиологически.
Совместно с Негели Швенденером составлено лучшее для того времени в ботанике руководство по теории и практике микроскопа и написаны работы по оптической микроскопии, по преломлению света растительными объектами и т. д..